# Naqadacultuur
De Naqadacultuur is een archeologische cultuur van de kopertijd in het oude Egypte (ca. 4400-3000 v.Chr.) Ze is genoemd naar de stad Naqada, gouvernement Qina. De cultuur vindt haar oorspronkelijke kern in Boven-Egypte, maar breidde zich later uit naar Beneden-Egypte en Nubië.
De laatste fase, Naqada III valt samen met de zogenaamde proto-dynastieke periode van het oude Egypte (vroege bronstijd, 3200-3000 v.Chr.).

## Naqada I
Naqada I staat ook wel bekend als de Amratische periode. Het is vernoemd naar de archeologische site Amra ongeveer 9 kilometer van Abydos. Ze volgt ca. 4000 v.Chr. op de Tasacultuur en Badaricultuur, en gaat in ca. 3500 v.Chr. over in Naqada II.
Zoals de eerdere culturen is Naqada I vooral een lokale dorpscultuur waar weinig sporen te vinden zijn van sociale stratificatie (verschillen in sociale status die tot uitdrukking gebracht kunnen worden in verschillende grafgiften). Tijdens deze periode zijn er geen sporen die wijzen op contacten met het buitenland.

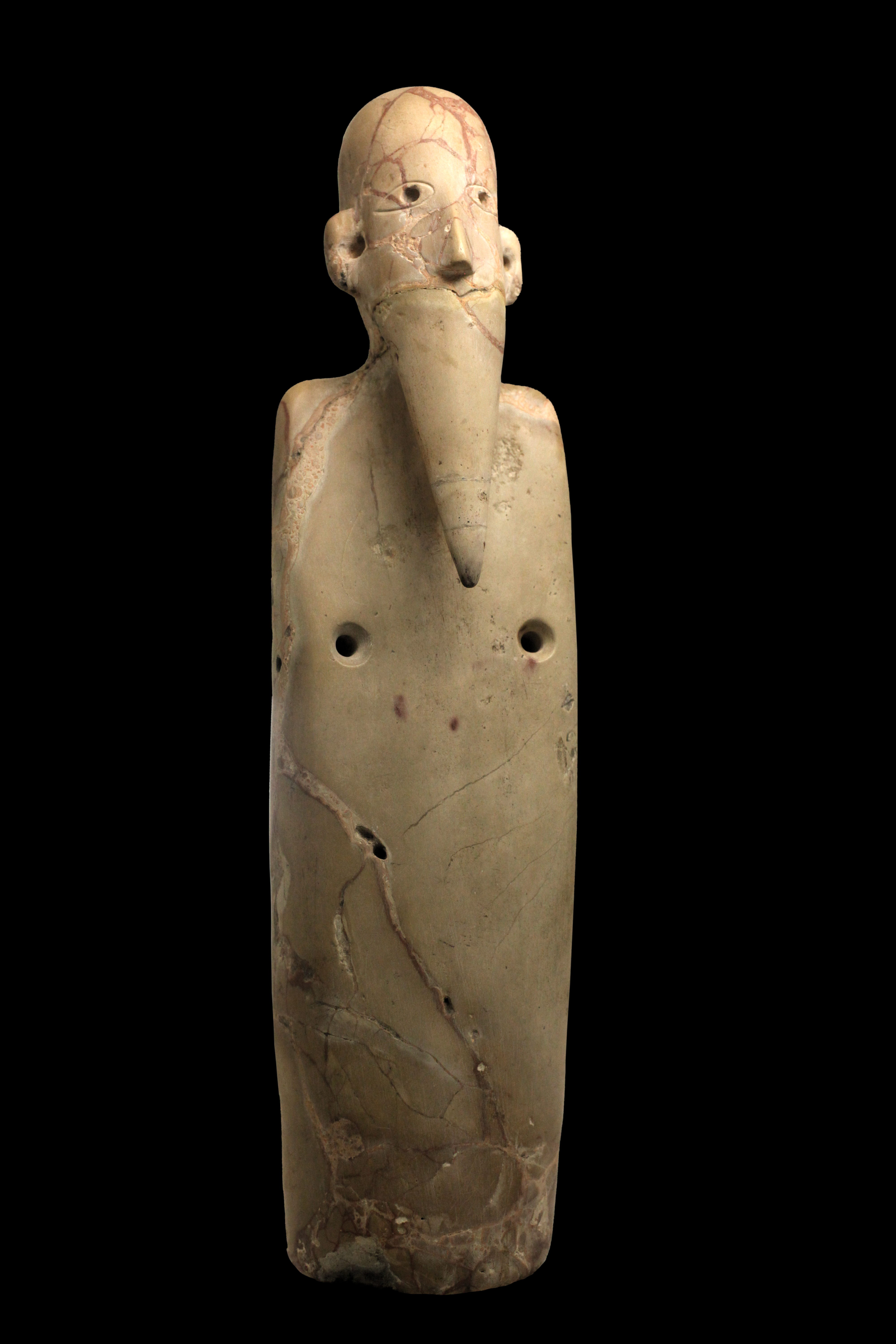
Een bebaarde man van ivoor
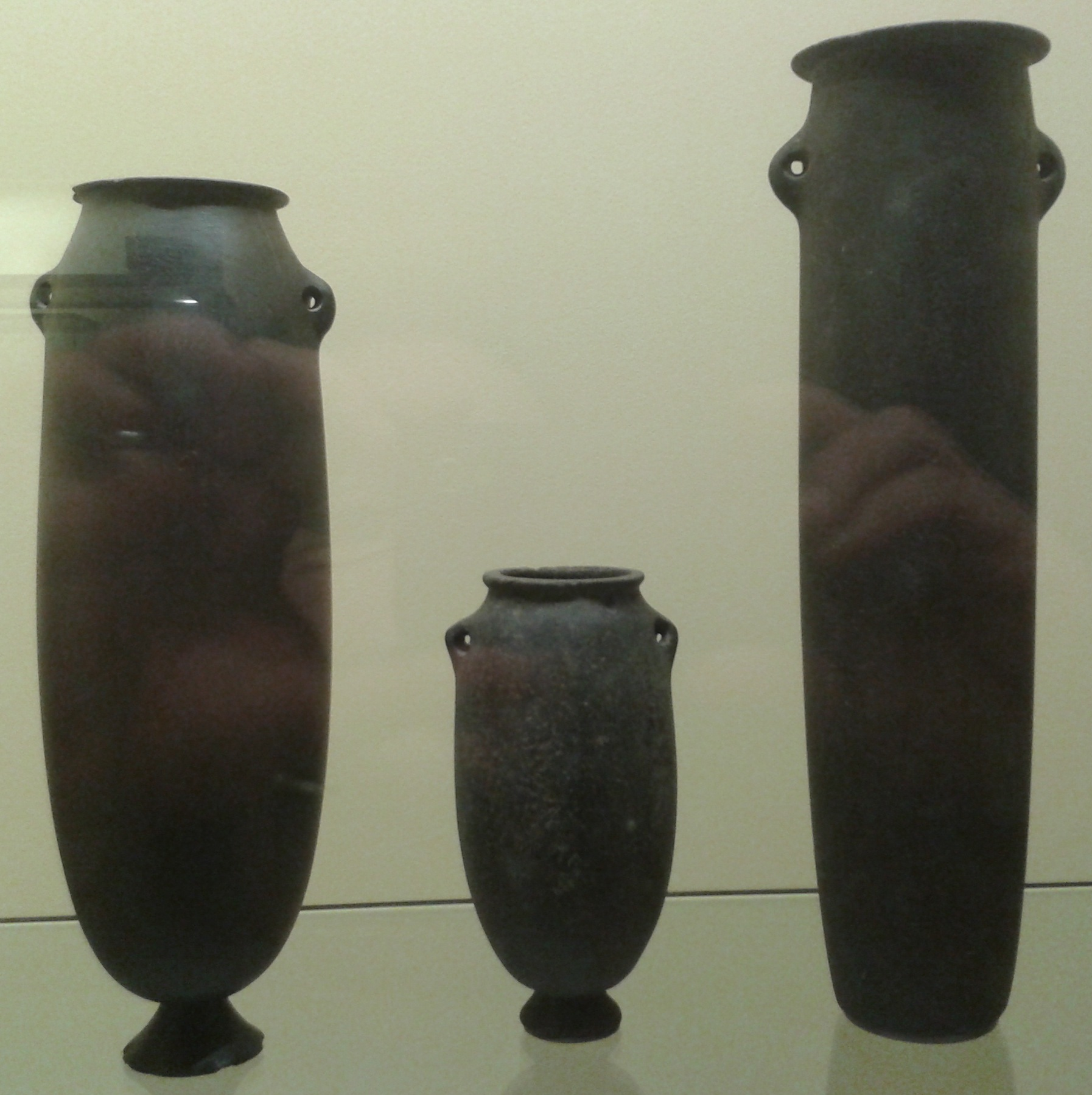
Potten gemaakt van basalt, een 'erg harde steen'
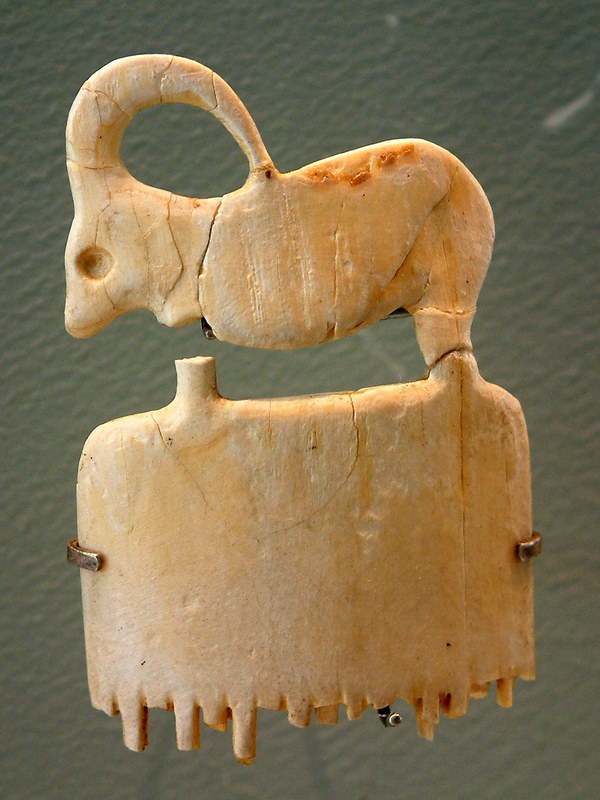
Kam van ivoor

## Naqada II
Naqada II staat ook wel bekend als de Gerzeïsche periode. Het is vernoemd naar de plek Al-Girzah vlak bij de Fajoem-oase. Ze vangt aan rond 3500 v. Chr. en gaat in 3300 v. Chr in Naqada III.
Deze periode vormt een keerpunt in de Egyptische prehistorie. Tijdens deze periode verspreidde ze zich over het gehele Nijldal tot in de Delta. Er is ook sprake van contacten met het buitenland. Er is eveneens sprake van sociale stratificatie en ontwikkeling van belangrijke bevolkingscentra, zoals Hierakonpolis, Koptos, Abydos en Naqada. Het proces van verspreiding leidt uiteindelijk tot centralisatie en het begin van staatsorganisatie in Egypte, waardoor het land uiteindelijk verenigd werd onder één heerser. Tijdens Naqada II wijzen motieven in kunst en architectuur op contacten met Mesopotamië. Het Egyptische schrift zou ontstaan kunnen zijn als reactie op contacten met dit gebied, maar is zeker niet afgeleid van schriftsystemen uit Mesopotamië, aangezien de twee radicaal verschillen.

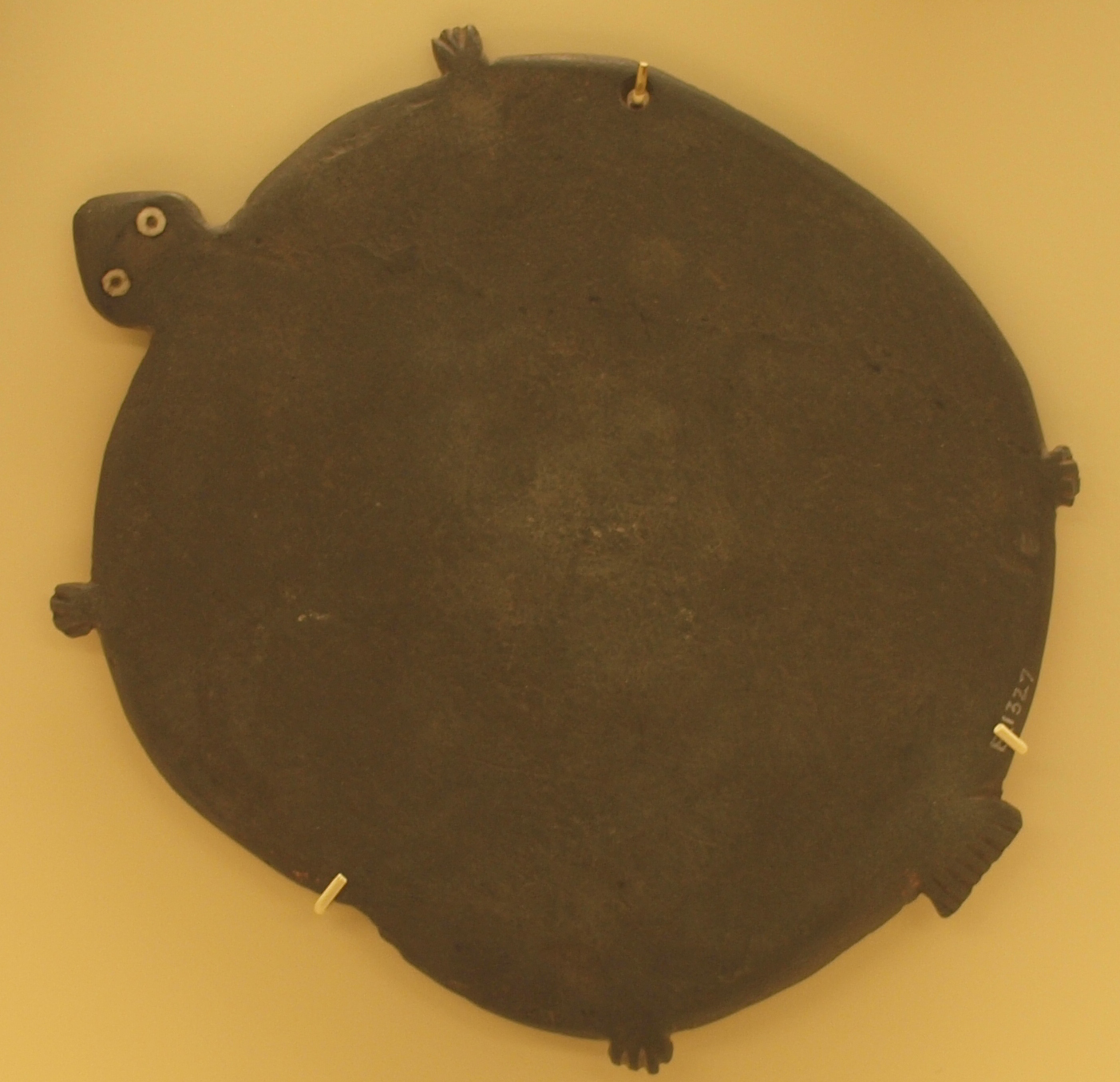
Palet in de vorm van een schildpad
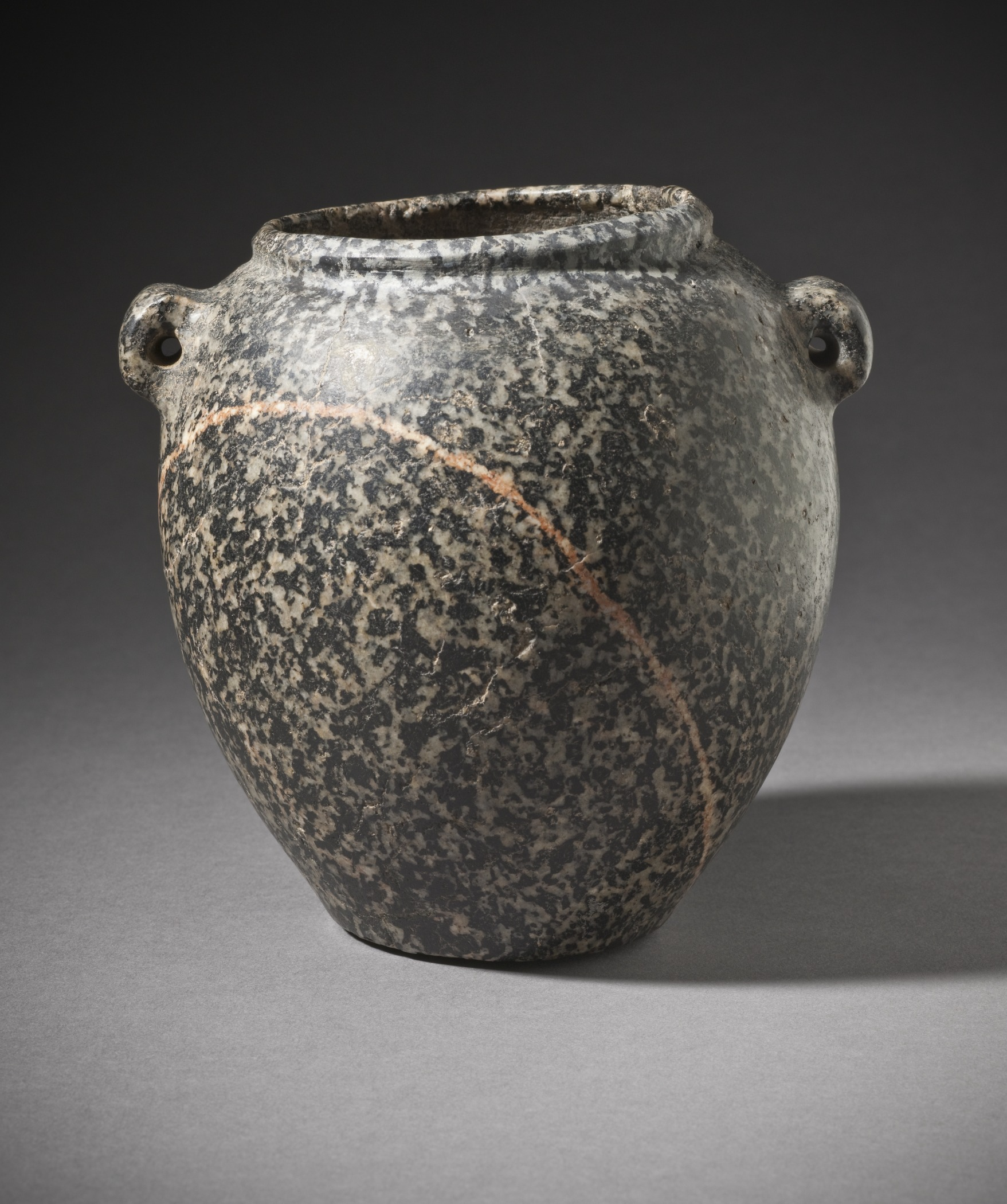
Pot met handvatten
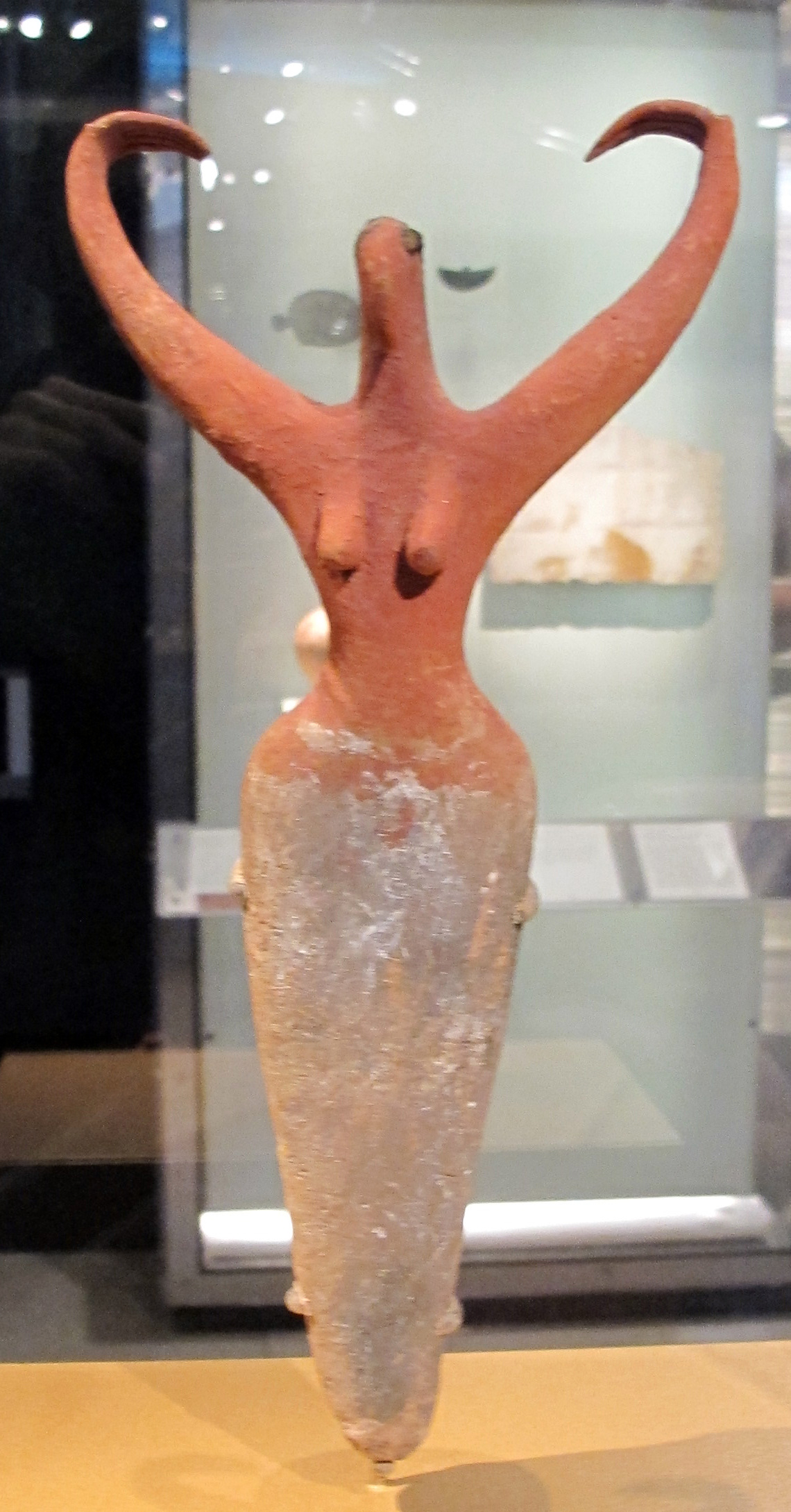
Vrouwenfiguur van terracotta.
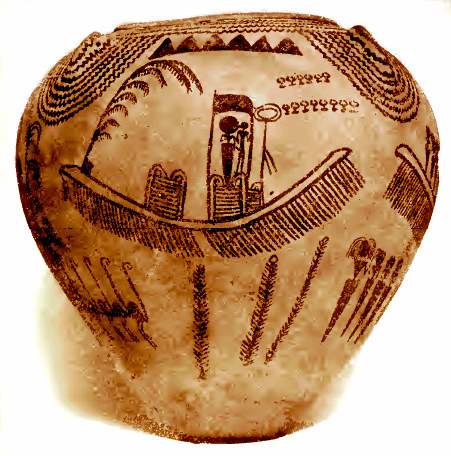
Vaas met boot-schildering
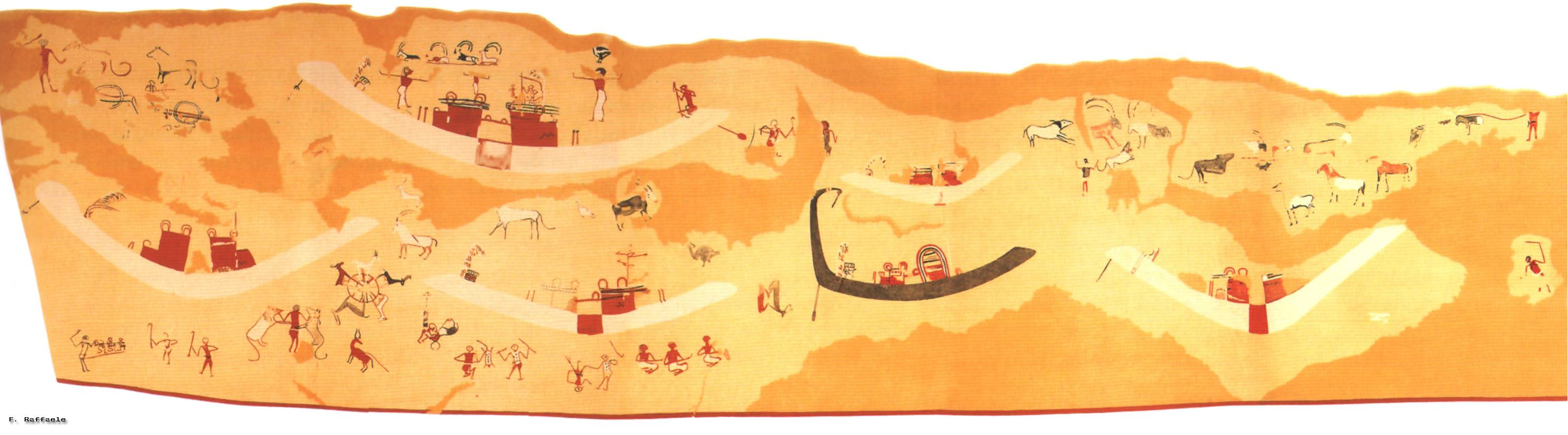
Schildering uit Tombe 100 te Hierakonpolis.

## Naqada III
Naqada III, ook wel Dynastie 0 genoemd. Zij vangt aan vanaf 3300 v. Chr. tot 3032 v. Chr waarin zij overgaat in de Vroeg-dynastieke Periode.
Al tijdens deze periode regeren koningen die de beide landsdelen (Opper-Egypte en Neder-Egypte) bestuurden. De latere idealisatie van het latere centraal staande dualisme in de Egyptische ideologie lijkt niet op historische feiten te berusten. Uit de archeologische feiten kan geconcludeerd worden dat er voor de rijksvereniging diverse culturen naast elkaar bestonden en dat deze geleidelijk verenigd werden totdat één heerser controle over het gehele gebied had. De heersers van Naqada II hadden het koninklijke serech-embleem en werden begraven in het koninklijke grafveld te Umm el-Qaab (Abydos). De reliëfs op monumentale paletten en knotskoppen die toebehoorden aan de laatste predynastieke heersers, zoals Narmer, lijken overwinningen op plaatsen in de Nijldelta vast te leggen, evenals rituele en agrarische gebeurtenissen.

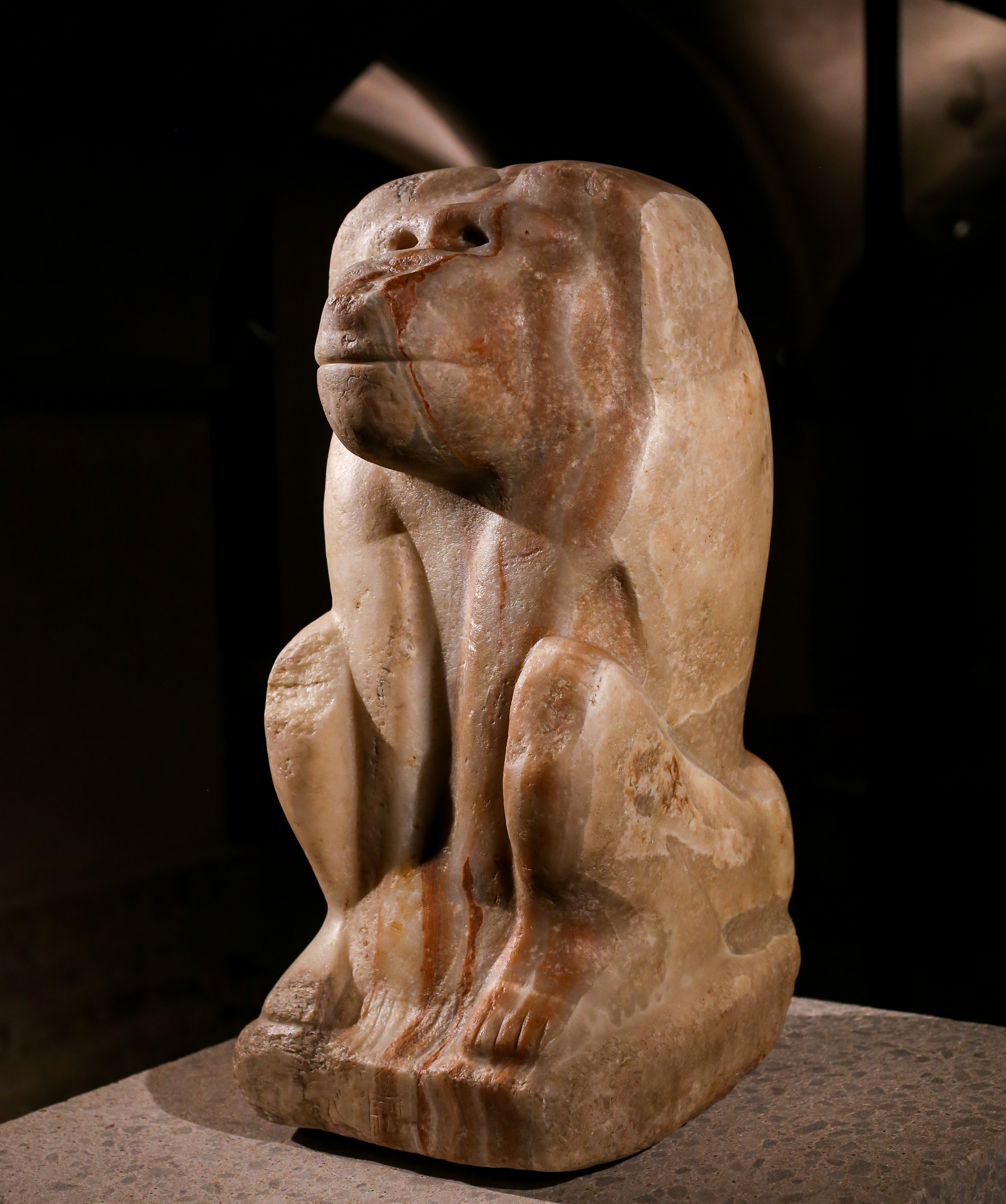
De godheid 'Grote Witte', in de vorm van een baviaan, ca. 3050 v.Chr., 52 cm hoog, calciet-albast, Ägyptisches Museum, Berlijn. De god werd in latere perioden niet meer vereerd, maar de verschijningsvorm werd geassocieerd met Thoth.
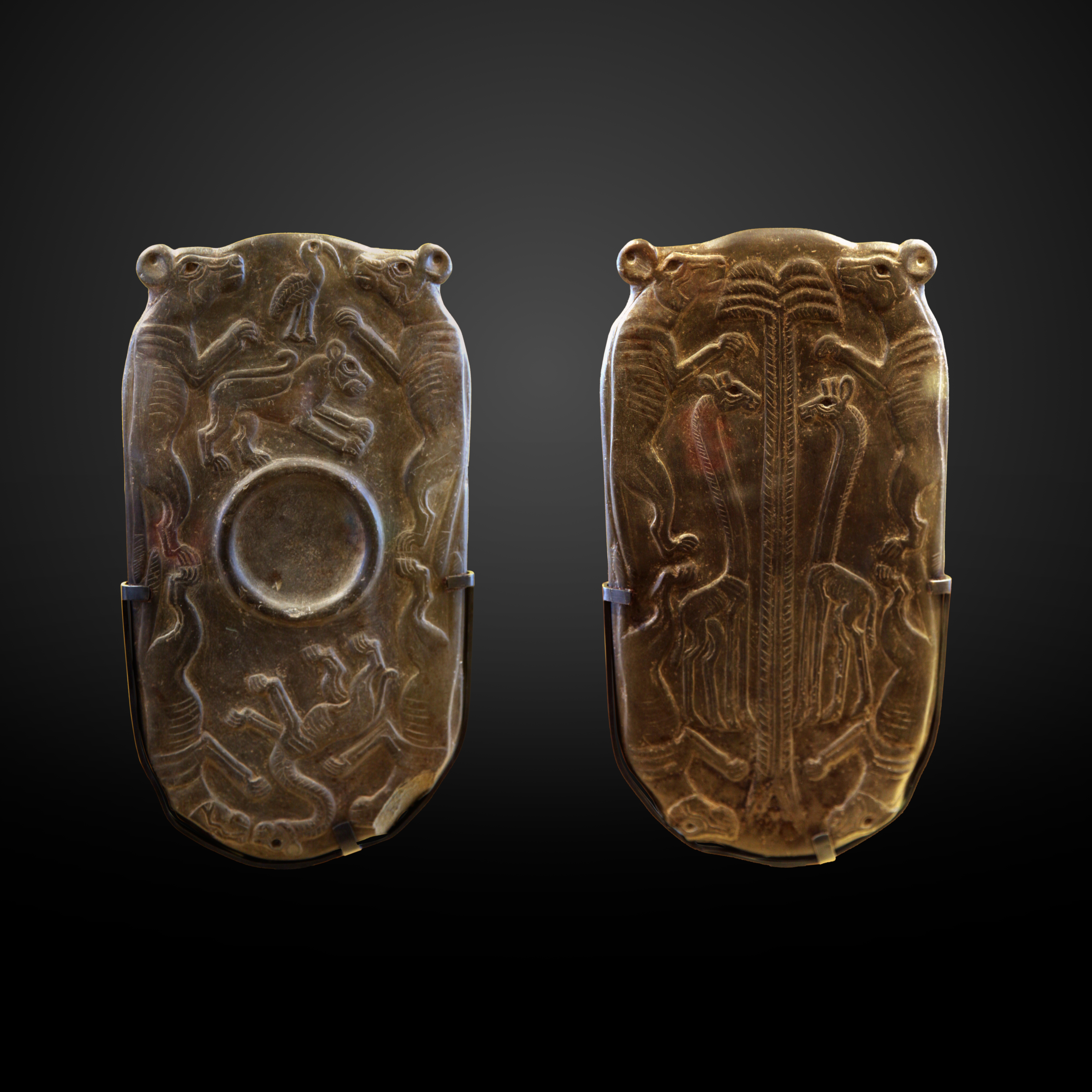
Schminkpalet met wilde dieren
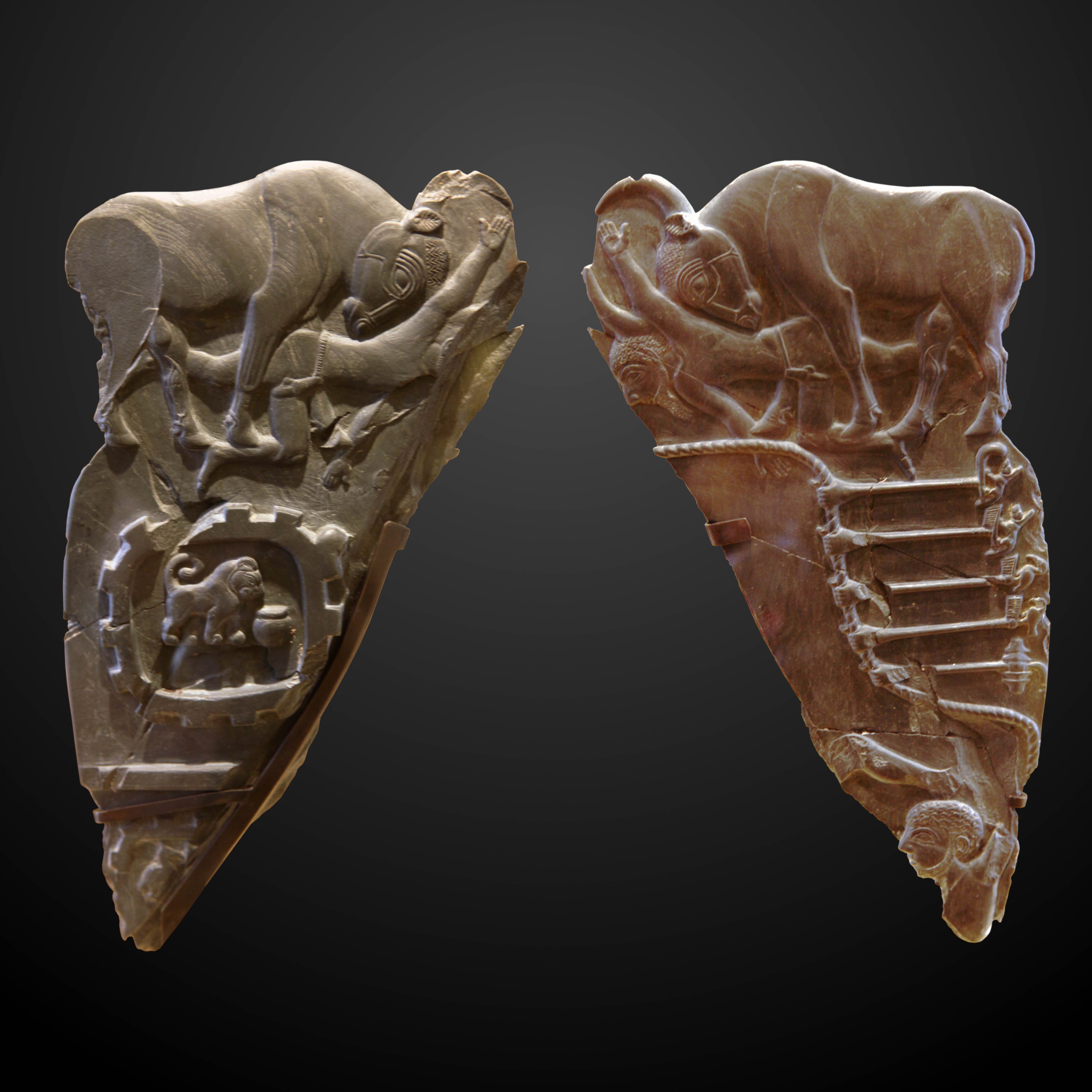
Stierpalet: de koning in de gedaante van een stier onderwerpt een vijand
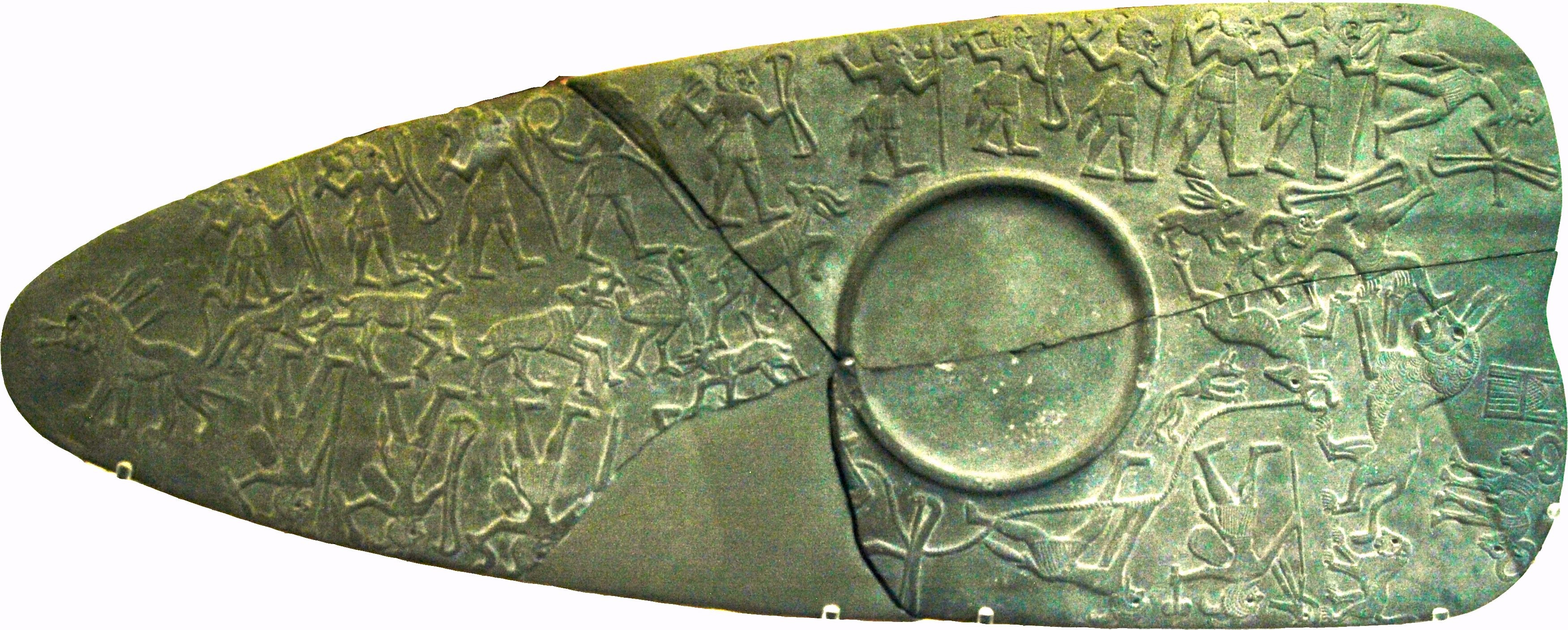
Palet der jagers nu in het Louvre